# Maasi Pedersen
Mads „Maasi“ Poul Brandt Pedersen (* 2. September 1984) ist ein grönländischer Musiker und Politiker (Inuit Ataqatigiit).

## Leben
Maasi Pedersen wurde Anfang der 2000er Jahre bekannt, als er Mitglied der Hip-Hop-Gruppe Prussic war, die 2003 den Koda Award gewann. 2022 verkaufte er die Trophäe für 5000 kr. für einen guten Zweck zugunsten von Kindern. 2016 trat er gemeinsam mit der dänischen Band Tv·2 beim Skanderborg Festival auf, nachdem er 2013 bereits mit der Band in Nuuk aufgetreten war und einen guten Eindruck hinterlassen hatte.
Kurz vor der Parlamentswahl in Grönland 2025 war er Moderator der abschließenden Wahldebatte beim KNR, wo er zu dem Zeitpunkt als Personalchef angestellt war. Ohne jemals für ein politisches Amt kandidiert zu haben, wurde er nach der Wahl überraschend zum Minister für Kinder, Jugendliche und Familie im Kabinett Nielsen ernannt, was für Kritik sorgte.